# Miss Sudáfrica 2021
Miss Sudáfrica 2021 fue la 63.ª edición del concurso Miss Sudáfrica. Se llevó a cabo el 16 de octubre de 2021 en el Grand West Arena, Ciudad del Cabo. Shudufhadzo Musida coronó a Lalela Mswane como su sucesora al final del evento. Luego representó a Sudáfrica en Miss Universo 2021 y Miss Supranacional 2022. Terminó como segunda finalista en Miss Universo 2021 y luego se coronó como Miss Supranacional 2022.

## Resultados
- La candidata ganó en un concurso internacional.
- La candidata fue finalista en un concurso internacional.
- La candidata fue semifinalista en un concurso internacional.
- No clasificó

| Posiciones          | Candidata                                                                 | Posición alcanzada                       |
| ------------------- | ------------------------------------------------------------------------- | ---------------------------------------- |
| Miss Sudáfrica 2021 | - KwaZulu-Natal – Lalela Mswane                                           | - Segunda finalista – Miss Universo 2021 |
| Miss Sudáfrica 2021 | - KwaZulu-Natal – Lalela Mswane                                           | - Ganadora – Miss Supranacional 2022     |
| Top 3               | - Cabo Oriental – Zimi Mabunzi - Gauteng – Moratwe Masima                 |                                          |
| Top 5               | - Cabo Occidental – Bianca Bezuidenhout - Cabo Occidental – Jeanni Mulder |                                          |

## Candidatas
Las 10 finalistas oficiales principales fueron anunciadas el 3 de agosto de 2021.
| Nombre               | Edad | Provincia       | Ciudad natal        | Posición alcanzada  |
| -------------------- | ---- | --------------- | ------------------- | ------------------- |
| Bianca Bezuidenhout  | 22   | Cabo Occidental | Strand              | Top 5               |
| Catherine Groenewald | 23   | Cabo Occidental | Constantia          |                     |
| Cheneil Hartzenberg  | 24   | Gauteng         | Meredale            |                     |
| Jeanni Mulder        | 24   | Western Cape    | Sea Point           | Top 5               |
| Kaylan Matthews      | 25   | Cabo Oriental   | Port Elizabeth      |                     |
| Kgothatso Dithebe    | 26   | Gauteng         | Centurion           |                     |
| Lalela Mswane        | 24   | KwaZulu-Natal   | Richards Bay        | Miss Sudáfrica 2021 |
| Moratwe Masima       | 24   | Gauteng         | Atholl              | Top 3               |
| Tiffany Francis      | 22   | Gauteng         | Mulbarton           |                     |
| Zimi Mabunzi         | 26   | Cabo Oriental   | King William's Town | Top 3               |

### Top 30
El Top 30 se anunció el 6 de julio de 2021. Las siguientes 20 candidatas no avanzaron al Top 10.
| Candidata                 | Edad | Provincia       | Ciudad natal   |
| ------------------------- | ---- | --------------- | -------------- |
| Andile Mazibuko           | 23   | KwaZulu-Natal   | Ulundi         |
| Ané Oosthuysen            | 23   | Gauteng         | Vanderbijlpark |
| Danielle Marais           | 24   | Gauteng         | Randburg       |
| Eloïse van der Westhuizen | 26   | Cabo Occidental | Panorama       |
| Ferini Dayal              | 26   | Gauteng         | Kensington     |
| Itumeleng Baloyi          | 23   | Limpopo         | Seshego        |
| Jamie Cloete              | 23   | Cabo Occidental | Edgemead       |
| Keashel van der Merwe     | 22   | Gauteng         | Roodepoort     |
| Kgaketsang Mathobisa      | 22   | Estado Libre    | Bloemfontein   |
| Kgatlhiso Modisane        | 27   | Gauteng         | Pretoria       |
| Licalle Isaacs            | 21   | Cabo Occidental | Plumstead      |
| Lisanne Lazarus           | 25   | KwaZulu-Natal   | Amanzimtoti    |
| Lehlogonolo Machaba       | 24   | Noroeste        | Oskraal        |
| Mawusive Sibutha          | 24   | Cabo Oriental   | Tabankulu      |
| Olin-Shae De La Cruz      | 27   | Gauteng         | Bryanston      |
| Pearl Ntshehi             | 24   | Gauteng         | Mamelodi       |
| Precious Mndalama         | 23   | Gauteng         | Soshanguve     |
| Pumeza Zibi               | 24   | Cabo Occidental | Heideveld      |
| Savannah De Almeida       | 23   | KwaZulu-Natal   | Hillcrest      |
| Tshegofatso Molefe        | 26   | Estado Libre    | Kestell        |

## Jurado

### Semifinales
Los siguientes cuatro jueces determinaron las 30 semifinalistas.
- Melinda Bam - Miss Sudáfrica 2011
- Tamaryn Green - Miss Sudáfrica 2018
- Liesl Laurie - Miss Sudáfrica 2015
- Bokang Montjane-Tshabalala - Miss Sudáfrica 2010

### Finales
- Shannon Esra - Actriz[11]
- Tamaryn Green - Miss Sudáfrica 2018[11]
- Basetsana Kumalo - Miss Sudáfrica 1994[11]
- Andrea Meza - Miss Universo 2020 de México[11]
- Mamokgethi Phakeng - Vicerrectora de la Universidad de Ciudad del Cabo[11]
- Dineo Ranaka - Personalidad de radio y televisión[11]
- Pia Wurtzbach - Miss Universo 2015 de Filipinas[11]